# Commonwealth Games 2022/Radsport

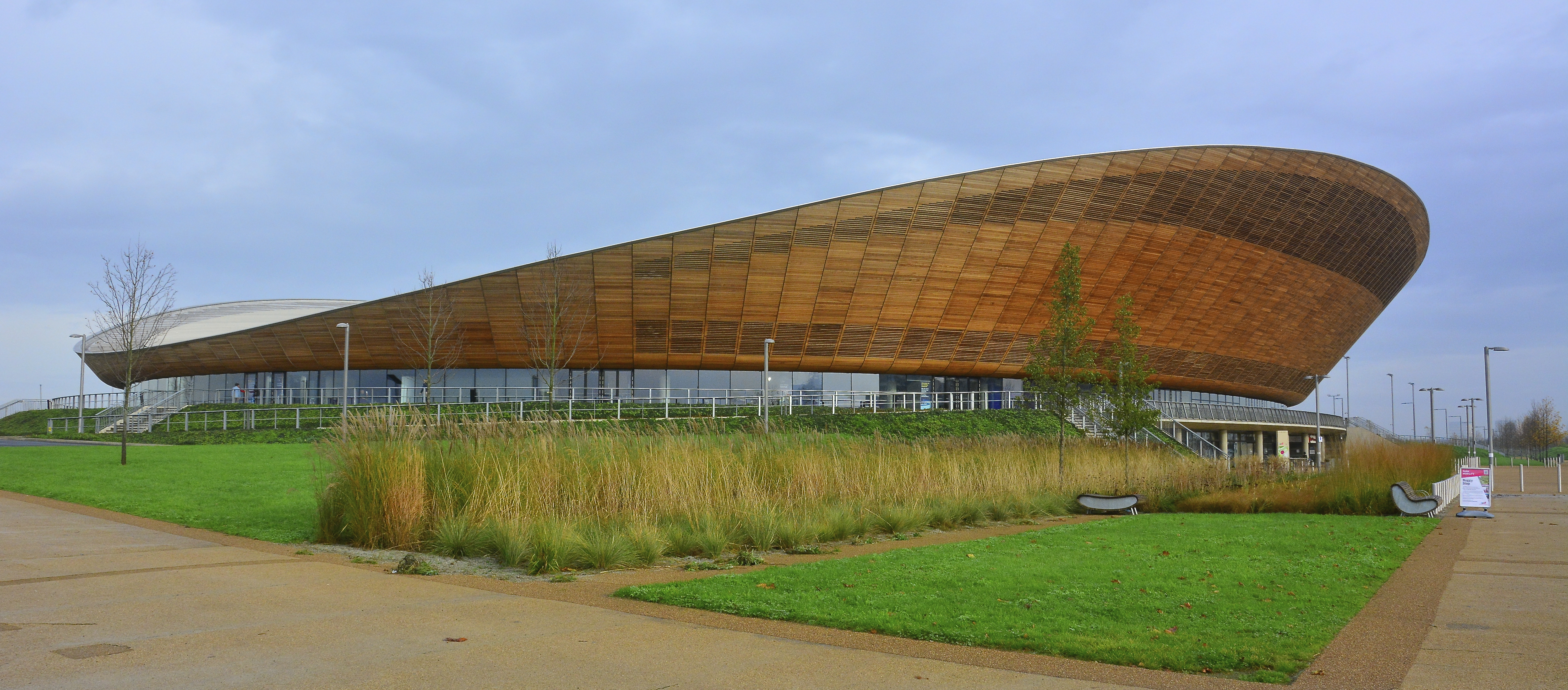
Die Bahnwettbewerbe fanden im Lee Valley Velodrome in London statt

Bei den Commonwealth Games 2022 fanden im Radsport 26 Wettbewerbe in der Umgebung von Birmingham und in London statt, 13 für Männer und 13 für Frauen.

## Verlauf

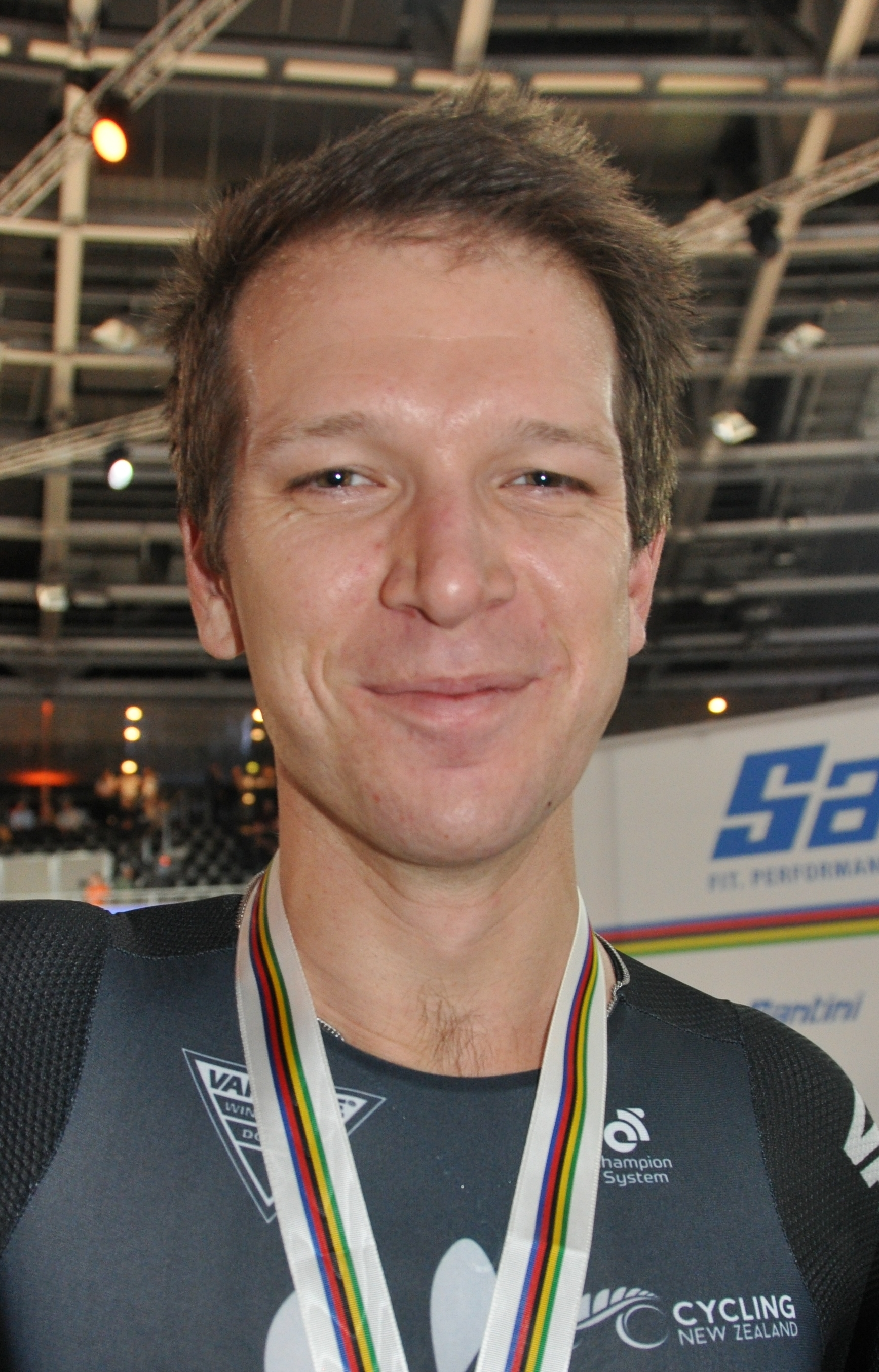
Aaron Gate aus Neuseeland war mit vier Goldmedaillen erfolgreich

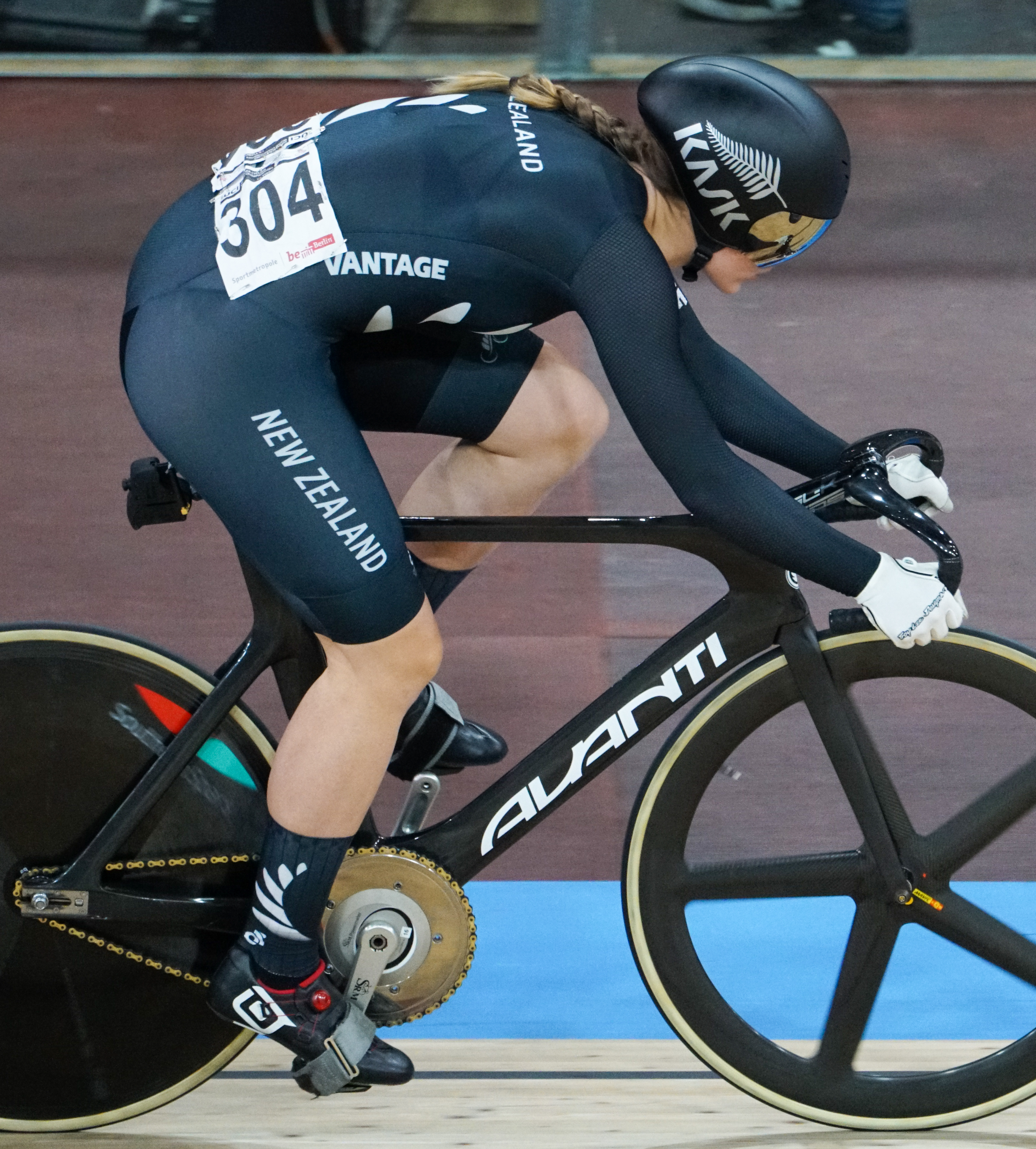
Die Neuseeländern Ellesse Andrews errang insgesamt vier Medaillen

20 Bahnrennen fanden vom 29. Juli bis 1. August im Lee Valley Velodrome in London statt, der Radrennbahn der Olympischen Spiele 2012, darunter vier Paracycling-Wettbewerbe. Die beiden Mountainbike-Wettbewerbe sollen am 3. August im Cannock Chase Forrest bei Rugeley in Staffordshire ausgetragen werden. Die Einzelzeitfahren im Straßenradsport sind am 4. August im West Park von Wolverhampton geplant, eine Strecke von 37 Kilometern für die Männer und 29 Kilometer für die Frauen. Die Straßenrennen werden am 7. August in Warwick ausgetragen, Start und Ziel ist der Park Myton Fields. Die Frauen müssen 112 Kilometer bewältigen, die Männer 160 Kilometer.
Erfolgreichster männlicher Radsportler war der Neuseeländer Aaron Gate, der vier Goldmedaillen errang, eine im Straßenrennen und drei auf der Bahn. Zudem stellte er in der Einerverfolgung über 4000 Meter mit	4:07,129 Minuten einen neuen Commonwealthgames-Rekord auf. Seine Landsfrau Ellesse Andrews holte drei Goldmedaillen in den Kurzzeitdisziplinen auf der Bahn sowie eine Silbermedaille in der Mannschaftsverfolgung. Die Australierin Georgia Baker gewann das Straßenrennen und errang zwei Mal Gold auf der Bahn.

## Vorkommnisse
Im Zusammenhang mit der Vergabe der Bronzemedaille im Tandemsprint Klasse B der Frauen kam es zum Eklat: Ursprünglich waren fünf Teams gemeldet, von denen eins zurückzog. Nach neueren Statuten von Januar 2022 ist die Vergabe einer Bronzemedaille nicht vorgesehen, wenn nur vier Mannschaften am Start sind. Dennoch wurde das Rennen der im Halbfinale Unterlegenen als Lauf um die Bronzemedaille angekündigt, dann sollten Sophie Unwin und Georgia Holt jedoch keine Medaillen erhalten. Als die Sportlerinnen protestierten, wurden sie mit Geldstrafen belegt, ebenso der englische Teammanager Keith Reynolds. Eine Freiwillige, die bis dahin die Medaillenzeremonie durchgeführt hatte, protestierte ebenfalls und sollte daraufhin von weiteren Zeremonien ausgeschlossen werden, woraufhin diese von sich aus die Spiele verließ.

Während eines Vorlaufs zum Scratch der Männer kam es zu einem folgenschweren Sturz, bei dem acht Fahrer sowie mehrere Zuschauer verletzt wurden. Die Sportler Matthew Walls, der mit seinem Rad über die Bande zwischen die Zuschauer geflogen war, und Matthew Bostock mussten ins Krankenhaus transportiert werden. Der Kanadier Mathias Guillemette wurde disqualifiziert, weil er den Sturz ausgelöst hatte.
Ein weiterer Sturz ereignete sich in der zweiten Runde des Keirin-Wettbewerbs. Dabei stieß der englische Radsportler Joseph Truman mit dem Australier Matthew Glaetzer zusammen und verlor für kurze Zeit das Bewusstsein. Im Rollstuhl wurde er in das Royal London Hospital gebracht, wo ein Schlüsselbeinbruch und eine Gehirnerschütterung bei ihm festgestellt wurden.

## Resultate

### Bahn
- GR = Games record

#### Männer

##### Sprint
| Platz | Land | Sportler           | Zeit (s)                                      |
| ----- | ---- | ------------------ | --------------------------------------------- |
| 1     | AUS  | Matthew Richardson | 10,002 (1) 10,079 (2)                         |
| 2     | TTO  | Nicholas Paul      |                                               |
| 3     | SCO  | Jack Carlin        | 9,956 (1) 10,146 (3) (Gegner wurde delegiert) |

Datum: 31. Juli 2022

26 Fahrer waren am Start.

##### Keirin
| Platz | Land | Sportler            |
| ----- | ---- | ------------------- |
| 1     | TTO  | Nicholas Paul       |
| 2     | SCO  | Jack Carlin         |
| 3     | MAS  | Shah Firdaus Sahrom |

Datum: 30. Juli 2022

21 Fahrer waren am Start. Der Sieger Nicholas Paul stellte bei der Qualifikation über 200 Meter mit 9,445 Sekunden
einen neuen Rekord bei Commonwealth Games auf.

##### Zeitfahren
| Platz | Land | Sportler         | Zeit (min) |
| ----- | ---- | ---------------- | ---------- |
| 1     | AUS  | Matthew Glaetzer | 0:59,505   |
| 2     | AUS  | Thomas Cornish   | 1:00,036   |
| 3     | TTO  | Nicholas Paul    | 1:00,089   |

Datum: 1. August 2022

20 Fahrer waren am Start.

##### Teamsprint
| Platz | Land | Sportler                                          | Zeit (s)  |
| ----- | ---- | ------------------------------------------------- | --------- |
| 1     | AUS  | Leigh Hoffman Matthew Richardson Matthew Glaetzer | 42,040 GR |
| 2     | ENG  | Ryan Owens Hamish Turnbull Joseph Truman          | 43,372    |
| 3     | NZL  | Bradly Knipe Sam Dakin Sam Webster                | 43,856    |

Datum: 29. Juli 2022

Sieben Mannschaften waren am Start.

##### Einerverfolgung
| Platz | Land | Sportler      | Zeit (min)    |
| ----- | ---- | ------------- | ------------- |
| 1     | NZL  | Aaron Gate    | 4:07,760 G GR |
| 2     | NZL  | Thomas Sexton | 4:12,179 G    |
| 3     | AUS  | Conor Leahy   | 4:09,311 B    |

Datum: 30. Juli 2022

19 Sportler waren am Start.

##### Mannschaftsverfolgung
| Platz | Land | Sportler                                                             | Zeit (min)    |
| ----- | ---- | -------------------------------------------------------------------- | ------------- |
| 1     | NZL  | Aaron Gate Campbell Stewart Jordan Kerby Nick Kergozou Thomas Sexton | 3:47,575 G GR |
| 2     | ENG  | Daniel Bigham Charlie Tanfield Ethan Vernon Oliver Wood              | 3:49,584 G    |
| 3     | AUS  | Joshua Duffy Graeme Frislie Conor Leahy Lucas Plapp James Moriarty   | 3:50,403 B    |

Datum: 29. Juli 2022

Sechs Mannschaften waren am Start.

##### Scratch
| Platz | Land | Sportler        |
| ----- | ---- | --------------- |
| 1     | NZL  | Corbin Strong   |
| 2     | SCO  | John Archibald  |
| 3     | WAL  | William Roberts |

Datum: 31. Juli 2022

19 Fahrer waren am Start.

##### Punktefahren
| Platz | Land | Sportler         | Punkte |
| ----- | ---- | ---------------- | ------ |
| 1     | NZL  | Aaron Gate       | 45     |
| 2     | NZL  | Campbell Stewart | 38     |
| 3     | ENG  | Oliver Wood      | 35     |

Datum: 1. August 2022
23 Fahrer waren am Start.

#### Frauen

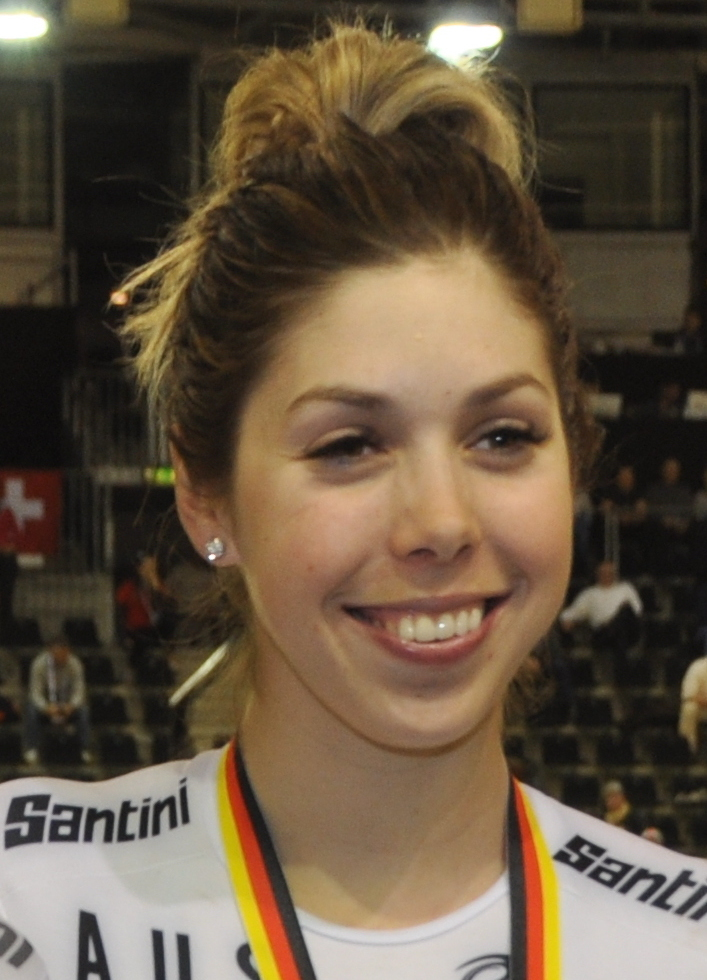
Georgia Baker aus Australien gewann das Straßenrennen sowie Punktefahren und die Mannschaftsverfolgung auf der Bahn

##### Sprint
| Platz | Land | Sportlerin      | Zeit (s)              |
| ----- | ---- | --------------- | --------------------- |
| 1     | NZL  | Ellesse Andrews | 11,175 (1) 11,172 (2) |
| 2     | CAN  | Kelsey Mitchell |                       |
| 3     | ENG  | Emma Finucane   | 11,195 (1) 11,811 (3) |

Datum: 30. Juli 2022

26 Fahrerinnen waren am Start.

##### Keirin
| Platz | Land | Sportlerin      |
| ----- | ---- | --------------- |
| 1     | NZL  | Ellesse Andrews |
| 2     | ENG  | Sophie Capewell |
| 3     | CAN  | Kelsey Mitchell |

Datum: 1. August 2022

22 Fahrerinnen waren am Start.

##### 500 m Zeitfahren
| Platz | Land | Sportlerin      | Zeit (s)  |
| ----- | ---- | --------------- | --------- |
| 1     | AUS  | Kristina Clonan | 33,234 GR |
| 2     | CAN  | Kelsey Mitchell | 33,294    |
| 3     | ENG  | Sophie Capewell | 33,522    |

Datum: 31. Juli 2022

20 Fahrerinnen waren am Start.

##### Teamsprint
| Platz | Land | Sportlerin                                  | Zeit (s)  |
| ----- | ---- | ------------------------------------------- | --------- |
| 1     | NZL  | Ellesse Andrews Olivia King Rebecca Petch   | 47,425 GR |
| 2     | CAN  | Lauriane Genest Kelsey Mitchell Sarah Orban | 48,001    |
| 3     | ENG  | Rhian Edmunds Emma Finucane Lowri Thomas    | 47,767    |

Datum: 29. Juli 2022

Sieben Mannschaften waren am Start.

##### Einerverfolgung
| Platz | Land | Sportlerin    | Zeit (min)    |
| ----- | ---- | ------------- | ------------- |
| 1     | NZL  | Bryony Botha  | 3:18,456 G GR |
| 2     | AUS  | Maeve Plouffe | 3:27,122 G    |
| 3     | SCO  | Neah Evans    | 3:25,050 B    |

Datum: 30. Juli 2022

22 Sportlerinnen waren am Start.

##### Mannschaftsverfolgung
| Platz | Land | Sportlerinnen                                                 | Zeit (min)    |
| ----- | ---- | ------------------------------------------------------------- | ------------- |
| 1     | AUS  | Georgia Baker Sophie Edwards Chloe Moran Maeve Plouffe        | 4:12,234 G GR |
| 2     | NZL  | Bryony Botha Ellesse Andrews Michaela Drummond Emily Shearman | 4:17,984 G    |
| 3     | ENG  | Laura Kenny Josie Knight Madelaine Leech Sophie Lewis         | 4:17,096 B    |

Datum: 29. Juli 2022
Vier Mannschaften waren am Start.

##### Scratch
| Platz | Land | Sportlerin          |
| ----- | ---- | ------------------- |
| 1     | ENG  | Laura Kenny         |
| 2     | NZL  | Michaela Drummond   |
| 3     | CAN  | Maggie Coles-Lyster |

Datum: 1. August 2022

20 Fahrerinnen waren am Start.

##### Punktefahren
| Platz | Land | Sportlerin    | Punkte |
| ----- | ---- | ------------- | ------ |
| 1     | AUS  | Georgia Baker | 55     |
| 2     | SCO  | Neah Evans    | 36     |
| 3     | WAL  | Eluned King   | 32     |

Datum: 31. Juli 2022

19 Fahrerinnen waren am Start.

#### Paracycling

##### Zeitfahren Klasse B
| Frauen – WB |                                |              |            |
| Platz       | Fahrerin/Pilotin               | Nationalität | Zeit (min) |
|             | Jessica Gallagher/Caitlin Ward | AUS          | 1:07,138   |
|             | Sophie Unwin/Georgia Holt      | ENG          | 1:07,554   |
|             | Aileen McGlynn/Ellie Stone     | SCO          | 1:07,578   |

| Männer – MB |                                 |              |            |
| Platz       | Fahrer/Pilot                    | Nationalität | Zeit (min) |
|             | Neil Fachie/Lewis Stewart       | SCO          | 59,938 GR  |
|             | James Ball/Matthew Rotherham    | WAL          | 1:00,053   |
|             | Stephen Bate/Christopher Latham | ENG          | 1:02,276   |

Frauen

Datum: 31. Juli 2022

Fünf Mannschaften waren am Start.
Männer

Datum: 29. Juli 2022

Sieben Mannschaften waren am Start.

##### Sprint Klasse B
| Frauen – WB |              |                                |                       |
| Platz       | Nationalität | Fahrerin/Pilotin               | Zeit (s)              |
|             | AUS          | Jessica Gallagher/Caitlin Ward | 11,613 (1) 11,734 (2) |
|             | SCO          | Aileen McGlynn/Ellie Stone     |                       |
|             |              | nicht vergeben                 |                       |

| Männer – MB |                              |              |                       |
| Platz       | Fahrer/Pilot                 | Nationalität | Zeit (s)              |
|             | James Ball/Matthew Rotherham | WAL          | 10,604 (1) 10,449 (2) |
|             | Neil Fachie/Lewis Stewart    | SCO          |                       |
|             | Beau Wootton/Luke Zaccaria   | AUS          | 10,743 (1) 10,680 (2) |

Frauen

Datum: 29. Juli 2022

Vier Mannschaften waren am Start.
Männer

Datum: 31. Juli 2022

Sieben Mannschaften waren am Start.

#### Rekorde
| Datum    | Wettbewerb                            | Zeit     | Name            | -  |
| -------- | ------------------------------------- | -------- | --------------- | -- |
| 29. Juli | Qualif. B-Zeitfahren Männer (1000 m)  | 59,938   | Neil Fachie     | GR |
| 29. Juli | Mannschaftsverfolgung Männer (4000 m) | 3:47,575 | Neuseeland      | GR |
| 29. Juli | Mannschaftsverfolgung Frauen (4000 m) | 4,12.234 | Australien      | GR |
| 29. Juli | Teamsprint Männer (750 m)             | 42,040   | Australien      | GR |
| 29. Juli | Teamsprint Frauen (750 m)             | 47,425   | Neuseeland      | GR |
| 30. Juli | Einerverfolgung Männer (4000 m)       | 4:07,129 | Aaron Gate      | GR |
| 30. Juli | Einerverfolgung Frauen (3000 m)       | 3:18,456 | Bryony Botha    | GR |
| 31. Juli | Qualif. Sprint Männer (200 m)         | 9,445    | Nicholas Paul   | GR |
| 31. Juli | Zeitfahren Frauen (500 m)             | 33,234   | Kristina Clonan | GR |

### Mountainbike (Cross Country)

#### Männer
| Platz | Land | Sportler         |
| ----- | ---- | ---------------- |
| 1     | NZL  | Samuel Gaze      |
| 2     | NZL  | Ben Oliver       |
| 3     | NAM  | Alexander Miller |

Datum: 3. August 2022
26 Fahrer waren am Start, von denen 25 in die Wertung kamen.

#### Frauen
| Platz | Land | Sportlerin    |
| ----- | ---- | ------------- |
| 1     | ENG  | Evie Richards |
| 2     | AUS  | Zoe Cuthbert  |
| 3     | RSA  | Candice Lill  |

Datum: 3. August 2022
8 Fahrerinnen waren am Start, 7 kamen in die Wertung.

### Straße

#### Männer

##### Straßenrennen (160,0 km)
| Platz | Land | Sportler        | Zeit (h) |
| ----- | ---- | --------------- | -------- |
| 01    | NZL  | Aaron Gate      | 3:28:29  |
| 02    | RSA  | Daryl Impey     | gl. Zeit |
| 03    | SCO  | Finn Crockett   | gl. Zeit |
| 04    | NIR  | Matthew Teggart | gl. Zeit |
| 05    | ENG  | Fred Wright     | gl. Zeit |
| 06    | AUS  | Lucas Plapp     | + 3 s    |
| 07    | ENG  | Ben Turner      | + 18 s   |
| 08    | WAL  | Geraint Thomas  | + 22 s   |
| 09    | GGY  | Sam Culverwell  | + 24 s   |
| 10    | SCO  | Sean Flynn      | gl. Zeit |

Datum: 7. August 2022
122 Fahrer gingen an den Start, von denen 73 das Ziel erreichten.

##### Einzelzeitfahren (37,4 km)
| Platz | Land | Sportler          | Zeit (min) |
| ----- | ---- | ----------------- | ---------- |
| 1     | AUS  | Rohan Dennis      | 46:21,24   |
| 2     | ENG  | Fred Wright       | + 0:26,28  |
| 3     | WAL  | Geraint Thomas    | + 0:28,49  |
| 4     | NZL  | Aaron Gate        | + 2:22,04  |
| 5     | AUS  | Lucas Plapp       | + 2:26,46  |
| 6     | SCO  | John Archibald    | + 2:33,31  |
| 7     | WAL  | Owain Doull       | + 2:44,22  |
| 8     | NIR  | Darren Rafferty   | + 2:49,56  |
| 9     | NZL  | Thomas Sexton     | + 3:20,28  |
| 10    | CYP  | Andreas Miltiades | + 3:29,25  |

Datum: 4. August 2022 
54 Fahrer waren am Start.

#### Frauen

##### Straßenrennen (112,0 km)
| Platz | Land | Sportlerin          | Zeit (h) |
| ----- | ---- | ------------------- | -------- |
| 1     | AUS  | Georgia Baker       | 2:44:46  |
| 2     | SCO  | Neah Evans          | gl. Zeit |
| 3     | AUS  | Sarah Roy           | gl. Zeit |
| 4     | NAM  | Vera Looser         | gl. Zeit |
| 5     | CAN  | Maggie Coles-Lyster | gl. Zeit |
| 6     | TTO  | Teniel Campbell     | gl. Zeit |
| 7     | CAN  | Simone Biolard      | gl. Zeit |
| 8     | WAL  | Eluned King         | gl. Zeit |
| 9     | CYP  | Antri Christoforou  | gl. Zeit |
| 10    | ENG  | Alice Barnes        | gl. Zeit |

Datum: 7. August 2022
55 Fahrerinnen waren am Start, von denen 43 das Ziel erreichten.

##### Einzelzeitfahren (28,8 km)
| Platz | Land | Sportlerin       | Zeit (min) |
| ----- | ---- | ---------------- | ---------- |
| 1     | AUS  | Grace Brown      | 40:05,20   |
| 2     | ENG  | Anna Henderson   | + 0:33,35  |
| 3     | NZL  | Georgia Williams | + 1:20,07  |
| 4     | AUS  | Georgia Baker    | + 1:39,65  |
| 5     | IOM  | Lizzie Holden    | + 1:43,58  |
| 6     | IOM  | Rebecca Storrie  | + 1:48,29  |
| 7     | TTO  | Teniel Campbell  | + 2:02,79  |
| 8     | WAL  | Elynor Bäckstedt | + 2:09.96  |
| 9     | AUS  | Sarah Roy        | + 2:21,24  |
| 10    | SCO  | Anna Shackley    | + 2:43,57  |

Datum: 4. August 2022
31 Fahrerinnen waren am Start.

## Medaillenspiegel
| Platz | Land                | Gold | Silber | Bronze | Gesamt |
| ----- | ------------------- | ---- | ------ | ------ | ------ |
| 1     | Australien          | 11   | 3      | 4      | 18     |
| 2     | Neuseeland          | 10   | 5      | 2      | 17     |
| 3     | England             | 2    | 6      | 4      | 12     |
| 4     | Schottland          | 1    | 6      | 4      | 11     |
| 5     | Wales               | 1    | 1      | 5      | 7      |
| 6     | Trinidad und Tobago | 1    | 1      | 1      | 3      |
| 7     | Kanada              | 0    | 3      | 2      | 5      |
| 8     | Südafrika           | 0    | 1      | 1      | 2      |
| 9     | Malaysia            | 0    | 0      | 1      | 1      |
| 9     | Namibia             | 0    | 0      | 1      | 1      |
| Total | Total               | 26   | 26     | 25     | 77     |